# Hestra göl
Hestra göl är en sjö i Ulricehamns kommun i Västergötland och ingår i Ätrans huvudavrinningsområde.